# Platycephalisca
Platycephalisca is een vliegengeslacht uit de familie van de halmvliegen (Chloropidae).

## Soorten
- P. nigra Nartshuk, 1959